# Humberto Salcedo Collante
Humberto Salcedo Collante (Barranquilla, 15 de diciembre de 1925-Barranquilla, 29 de noviembre de 2015) fue un político e ingeniero civil colombiano. Fue ministro de Obras Públicas entre 1974-1978.

## Biografía
Humberto Salcedo nació en Barranquilla, donde realizó sus estudios en el Colegio La Salle, posteriormente estudió ingeniería civil en la Escuela de Minas de Medellín. En 1946 se unió con Roberto Gerlein en las filas del Partido Conservador Colombiano para unirse a la campaña de Laureano Gómez.
En 1974 el presidente Alfonso López Michelsen lo nombró ministro de Obras Públicas. En su cartera impulsó proyectos viales de la región Caribe como la autopista al mar entre Barranquilla y Cartagena de Indias y obras como la pavimentación de vías del Atlántico, Bolívar, Cesar y Magdalena. En 1987 fue incursionado por la Sociedad de Ingenieros Civiles de Colombia con sus destacamientos como sus logros viales de Colombia.
En 2013 fue homenajeado por el Partido Conservador Colombiano por varios dirigentes políticos e ingenieros por sus logros encabezados por Efraín Cepeda, Roberto Gerlein y Carlos Rodado Noriega. El 29 de noviembre de 2015 falleció a causa de un cáncer de riñón en la Clínica del Caribe.